# Konotop
Konotop (en ucraniano: Конотоп, /kon̪oˈt̪ɔp/ⓘ; en ruso: Конотоп) es una ciudad ucraniana perteneciente al óblast de Sumy. Situada en el norte del país, centro del raión de Konotop y del municipio (hromada) homónimo.

## Geografía
Konotop se sitúa a lo largo del río Yezuch, tributario del río Seim, 117 km al noroeste de Sumy.

### Clima
El clima de Konotop es continental templado con inviernos suaves y veranos cálidos.
| Parámetros climáticos promedio de Konotop (1991-2020, extremos 1948–hoy)     | Parámetros climáticos promedio de Konotop (1991-2020, extremos 1948–hoy) | Parámetros climáticos promedio de Konotop (1991-2020, extremos 1948–hoy) | Parámetros climáticos promedio de Konotop (1991-2020, extremos 1948–hoy) | Parámetros climáticos promedio de Konotop (1991-2020, extremos 1948–hoy) | Parámetros climáticos promedio de Konotop (1991-2020, extremos 1948–hoy) | Parámetros climáticos promedio de Konotop (1991-2020, extremos 1948–hoy) | Parámetros climáticos promedio de Konotop (1991-2020, extremos 1948–hoy) | Parámetros climáticos promedio de Konotop (1991-2020, extremos 1948–hoy) | Parámetros climáticos promedio de Konotop (1991-2020, extremos 1948–hoy) | Parámetros climáticos promedio de Konotop (1991-2020, extremos 1948–hoy) | Parámetros climáticos promedio de Konotop (1991-2020, extremos 1948–hoy) | Parámetros climáticos promedio de Konotop (1991-2020, extremos 1948–hoy) | Parámetros climáticos promedio de Konotop (1991-2020, extremos 1948–hoy) |
| Mes                                                                          | Ene.                                                                     | Feb.                                                                     | Mar.                                                                     | Abr.                                                                     | May.                                                                     | Jun.                                                                     | Jul.                                                                     | Ago.                                                                     | Sep.                                                                     | Oct.                                                                     | Nov.                                                                     | Dic.                                                                     | Anual                                                                    |
| ---------------------------------------------------------------------------- | ------------------------------------------------------------------------ | ------------------------------------------------------------------------ | ------------------------------------------------------------------------ | ------------------------------------------------------------------------ | ------------------------------------------------------------------------ | ------------------------------------------------------------------------ | ------------------------------------------------------------------------ | ------------------------------------------------------------------------ | ------------------------------------------------------------------------ | ------------------------------------------------------------------------ | ------------------------------------------------------------------------ | ------------------------------------------------------------------------ | ------------------------------------------------------------------------ |
| Temp. máx. abs. (°C)                                                         | 8.4                                                                      | 14.0                                                                     | 22.5                                                                     | 29.9                                                                     | 33.1                                                                     | 35.8                                                                     | 35.9                                                                     | 39.0                                                                     | 35.0                                                                     | 27.2                                                                     | 18.0                                                                     | 12.6                                                                     | 39.0                                                                     |
| Temp. máx. media (°C)                                                        | -2.1                                                                     | -0.9                                                                     | 5.0                                                                      | 14.3                                                                     | 21.0                                                                     | 24.4                                                                     | 26.4                                                                     | 25.7                                                                     | 19.4                                                                     | 12.0                                                                     | 4.0                                                                      | -0.8                                                                     | 12.4                                                                     |
| Temp. media (°C)                                                             | -4.5                                                                     | -3.8                                                                     | 1.1                                                                      | 9.1                                                                      | 15.3                                                                     | 19.0                                                                     | 20.7                                                                     | 19.6                                                                     | 13.9                                                                     | 7.5                                                                      | 1.5                                                                      | -2.9                                                                     | 8.0                                                                      |
| Temp. mín. media (°C)                                                        | -6.9                                                                     | -6.6                                                                     | -2.4                                                                     | 4.3                                                                      | 9.7                                                                      | 13.7                                                                     | 15.4                                                                     | 13.9                                                                     | 9.0                                                                      | 3.8                                                                      | -0.8                                                                     | -5.1                                                                     | 4.0                                                                      |
| Temp. mín. abs. (°C)                                                         | -32.9                                                                    | -32.2                                                                    | -26.1                                                                    | -12.2                                                                    | -3.7                                                                     | 2.8                                                                      | 6.1                                                                      | 3.8                                                                      | -4.1                                                                     | -9.2                                                                     | -22.8                                                                    | -28.9                                                                    | -32.9                                                                    |
| Precipitación total (mm)                                                     | 46                                                                       | 37                                                                       | 37                                                                       | 37                                                                       | 59                                                                       | 58                                                                       | 71                                                                       | 48                                                                       | 47                                                                       | 44                                                                       | 42                                                                       | 45                                                                       | 571                                                                      |
| Días de lluvias (≥ 1 mm)                                                     | 8                                                                        | 8                                                                        | 8                                                                        | 12                                                                       | 13                                                                       | 15                                                                       | 14                                                                       | 11                                                                       | 14                                                                       | 13                                                                       | 13                                                                       | 10                                                                       | 139                                                                      |
| Días de nevadas (≥ 1 mm)                                                     | 19                                                                       | 17                                                                       | 11                                                                       | 2                                                                        | 0.1                                                                      | 0                                                                        | 0                                                                        | 0                                                                        | 0.1                                                                      | 2                                                                        | 10                                                                       | 18                                                                       | 79                                                                       |
| Horas de sol                                                                 | 42.5                                                                     | 69.1                                                                     | 139.9                                                                    | 190.6                                                                    | 283.2                                                                    | 272.6                                                                    | 288.8                                                                    | 267.1                                                                    | 170.0                                                                    | 110.1                                                                    | 40.6                                                                     | 30.5                                                                     | 1905.0                                                                   |
| Humedad relativa (%)                                                         | 84.4                                                                     | 82.0                                                                     | 77.0                                                                     | 67.2                                                                     | 64.1                                                                     | 69.2                                                                     | 70.8                                                                     | 70.6                                                                     | 76.9                                                                     | 80.6                                                                     | 86.3                                                                     | 86.3                                                                     | 76.3                                                                     |
| Fuente n.º 1: Pogoda.ru.net                                                  |                                                                          |                                                                          |                                                                          |                                                                          |                                                                          |                                                                          |                                                                          |                                                                          |                                                                          |                                                                          |                                                                          |                                                                          |                                                                          |
| Fuente n.º 2: World Meteorological Organization (humidity and sun 1981–2010) |                                                                          |                                                                          |                                                                          |                                                                          |                                                                          |                                                                          |                                                                          |                                                                          |                                                                          |                                                                          |                                                                          |                                                                          |                                                                          |

## Historia
Konotop se inició como una aldea a inicios del siglo XVII, poblada por cosacos ucranianos. El lugar fue mencionado por primera vez en 1634 en varios documentos con el nombre de Novoselitsia. En 1642, se construyó en ese lugar una fortaleza polaca, llamada así por el río Konotopka. Otra hipótesis es que el nombre de la ciudad podría tener su origen en el nombre del antiguo príncipe varmiano Cristóbal de Kononowitz, de la noble familia polaco-bielorruso-lituana Kononowicz-Piłsudski, que todavía existe y utiliza el escudo de armas polaco de Radwan. El nombre "Konotop" significaría entonces "el lugar de Kono(nowitz)" por la unión del sufijo topos (cf. griego antiguo τόπος) que significa lugar o ubicación. En el año 1659 tuvo lugar la batalla de Konotop cerca de la ciudad en la que los cosacos liderados por Iván Vihovski (aliados con polacos y tártaros de Crimea) derrotaron a las fuerzas del Principado de Moscú. 
En 1782, Konotop obtuvo derechos municipales y pasó a formar parte del gobierno de la Rusia Menor y luego, a principios del siglo XIX, del gobernación de Chernígov.
En 1868 llegó un ramal de ferrocarril. En 1881 se produjo un pogromo contra la población judía de la ciudad, a pesar de que se la consideraba bien asimilada. Hubo un muerto y muchas casas quedaron destruidas.
Durante la revolución rusa de 1905, los trabajadores ferroviarios de Konotop y los residentes del uyeszd participaron activamente en los acontecimientos revolucionarios.
En la guerra civil rusa, la región se convirtió en el escenario de operaciones militares de las tropas de la República Popular Ucraniana, el Ejército Rojo, el Ejército Blanco de Denikin y las tropas austro-alemanas.
En 1923, la ciudad se convirtió en el centro del raión de Konotop y ese mismo año se cerró la sinagoga local.Durante el Holodomor de 1932-1933, murieron al menos 2.471 habitantes de la ciudad.
Durante la Segunda Guerra Mundial, Konotop fue ocupada por el ejército alemán desde el 3 de septiembre de 1941 hasta el 6 de septiembre de 1943. Los detalles de esto se relatan en el libro El soldado olvidado de Guy Sajer. Los alemanes operaban una prisión nazi y el campo de prisioneros de guerra Stalag 310 en la ciudad.Durante este tiempo, al menos 1.000 judíos fueron asesinados. durante su retirada, la división Großdeutschland fue rodeada por los soviéticos, pero logró avanzar con dificultad hacia el oeste a pesar de perder la mitad de sus tropas.

### Invasión rusa de Ucrania
El 25 de febrero de 2022, durante el comienzo de la invasión rusa de Ucrania de 2022, se informó que la ciudad estaba sitiada por las fuerzas rusas en su camino hacia Kiev. Ucrania declaró más tarde que había perdido el control de la ciudad. El alcalde Artem Seminijin declaró el 2 de marzo que las tropas rusas que habían entrado en la ciudad le habían advertido que destruirían la ciudad si los residentes se resistían. Se llegó a un acuerdo en virtud del cual las fuerzas rusas aceptaron no cambiar el gobierno de la ciudad ni desplegar tropas, a cambio de lo cual los residentes no los atacarían.
El 3 de abril, el diputado ucraniano Oleksandr Kachura declaró en Twitter que todas las fuerzas rusas habían abandonado el raión de Konotop tras la retirada rusa al no poder capturar Kiev. El 4 de abril de 2022, el gobernador del óblast de Sumy, Dmitro Zhivitski, declaró que las tropas rusas ya no ocupaban ninguna ciudad o aldea en el óblast de Sumy y se habían retirado en su mayoría, mientras que las tropas ucranianas estaban trabajando para expulsar a las unidades restantes.El 5 de abril de 2022, la administración del óblast de Sumy informó que los restos de tres civiles torturados y asesinados habían sido encontrados en las ciudades del raión de Konotop, donde estaban estacionadas las tropas de ocupación rusas.

## Demografía
La evolución de la población de Konotop entre 1897 y 2022 fue la siguiente:
| 18 770                                                        | 28 803 | 33 192 | 45 872 | 54 097 | 68 400 | 82 278 | 95 549 | 92 657 | 89 243 | 88 787 | 87 612 | 83 543 |
| (Fuente: Cities & Towns of Ukraine y UKRAINE: Größere Städte) |        |        |        |        |        |        |        |        |        |        |        |        |

Según el censo de 2001, el 90,05% de la población son ucranianos, el 8,31% son rusos y el resto de minorías son principalmente bielorrusos (0,38%). En cuanto al idioma, la lengua materna de la mayoría de los habitantes, el 85,9%, es el ucraniano; del 13,5% es el ruso.En el censo de 1897, el 54,8% de la población eran ucranianos; el 23,5%, rusos; el 19,0%, judíos; el 1,4%, bielorrusos; el 0,7%, polacos; y el 0,35%, alemanes.

## Economía
Konotop es un importante centro de ingeniería mecánica y de producción de alimentos. Entre las principales empresas industriales de la ciudad se encuentran la planta de fundición y mecánica de Konotop, la planta de Motordetal, la planta de accesorios de Konotop, la planta de reparación de automóviles de Konotop, la planta de reparación de aviones Aviakon, una planta mecánica, una fábrica de ropa, una planta de procesamiento de carne, una planta de productos lácteos y una planta de panadería. 

## Infraestructura

### Arquitectura, monumentos y lugares de interés
Uno de los monumentos más importantes de Konotop es la torre Shújov, una torre de agua diseñada por Vladímir Shújov. Entre los edificios religiosos más destacados de la ciudad están la catedral de la Ascensión y la iglesia de San Nicolás. 

### Educación
El sistema educativo de la ciudad incluye 10 escuelas integrales diurnas, un gimnasio, una escuela nocturna, dos internados y un complejo educativo.

### Sanidad
El sector sanitario está representado por el hospital central del distrito que lleva el nombre de académico Davidov, un hospital de la ciudad, una clínica ambulatoria de medicina familiar general y una estación de paramédicos y obstetricia.

### Transporte
Konotop es un importante cruce ferroviario atravesado por las líneas ferroviarias Bájmach-Kiev y Briansk-Sumy. La ciudad tiene tres líneas de tranvía. Las rutas P60 y P61, así como la estación de trenes de Konotop y la base aérea de Konotop, sirven a la ciudad.

## Personas importantes
- Mijaíl Mamiashvili (1963): deportista soviético georgiano que ganó el oro en lucha grecorromana de 82 kg en los JJ. OO. Seúl 1988.

## Galería

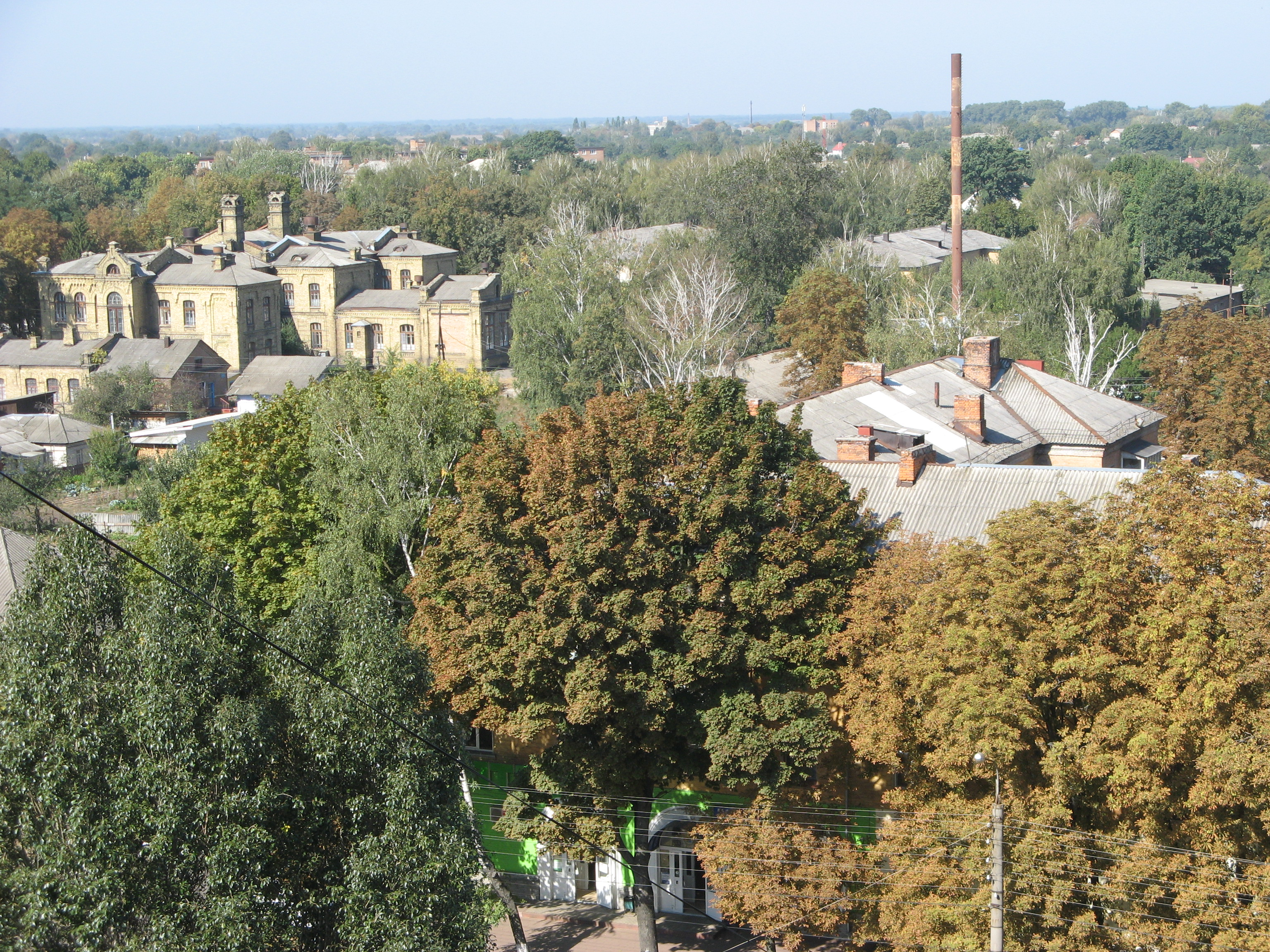
Vista aérea de la ciudad
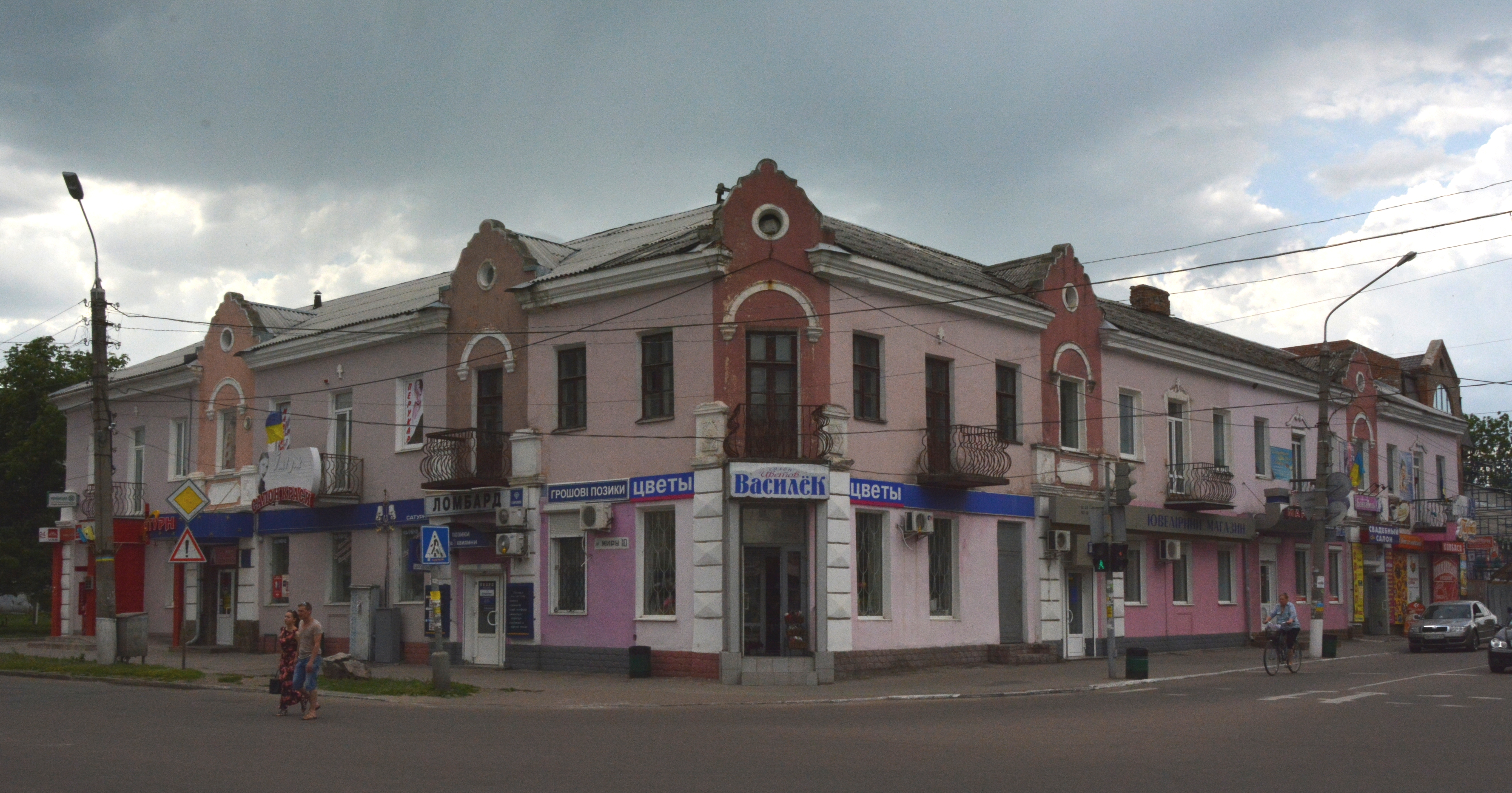
Casco antiguo de Konotop
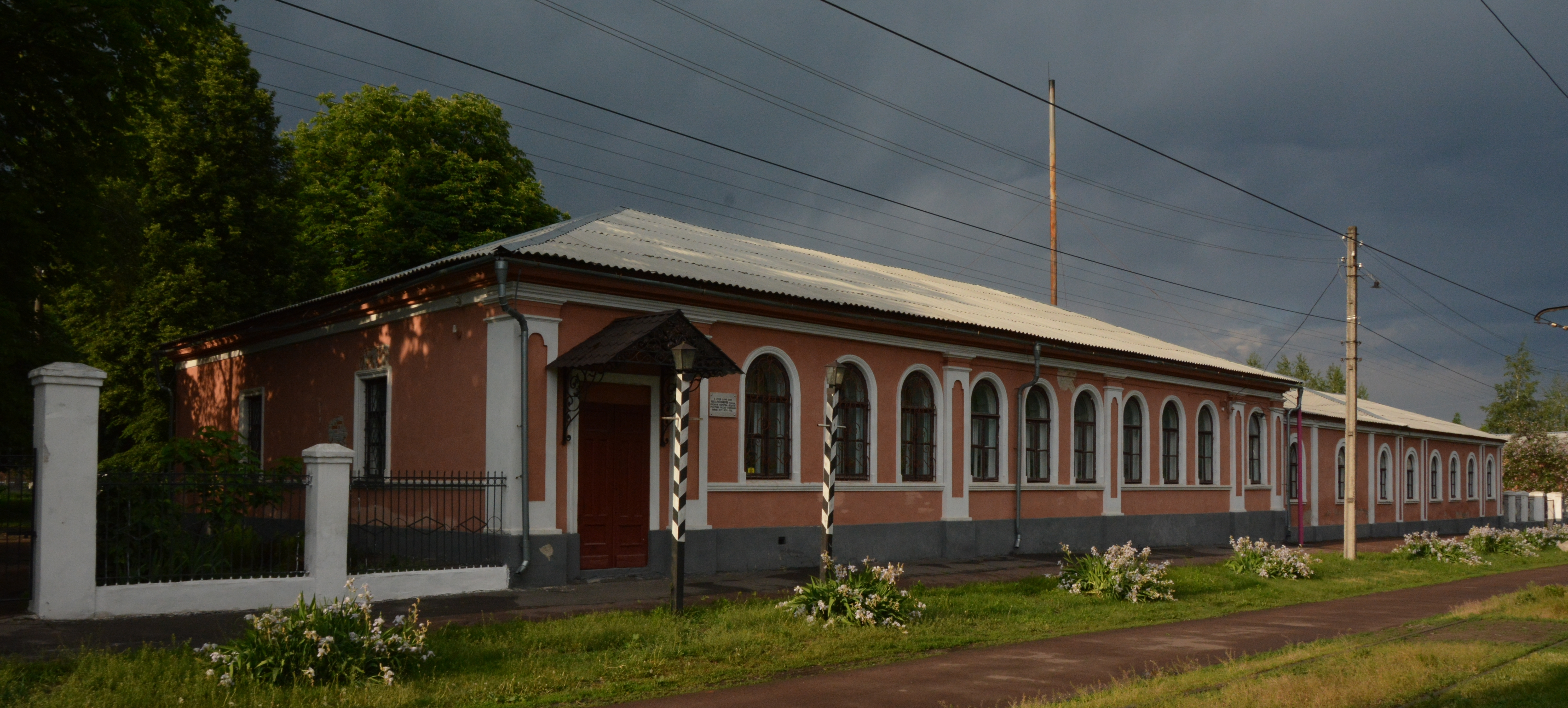
Mansión del general Mijáil Dragomirov
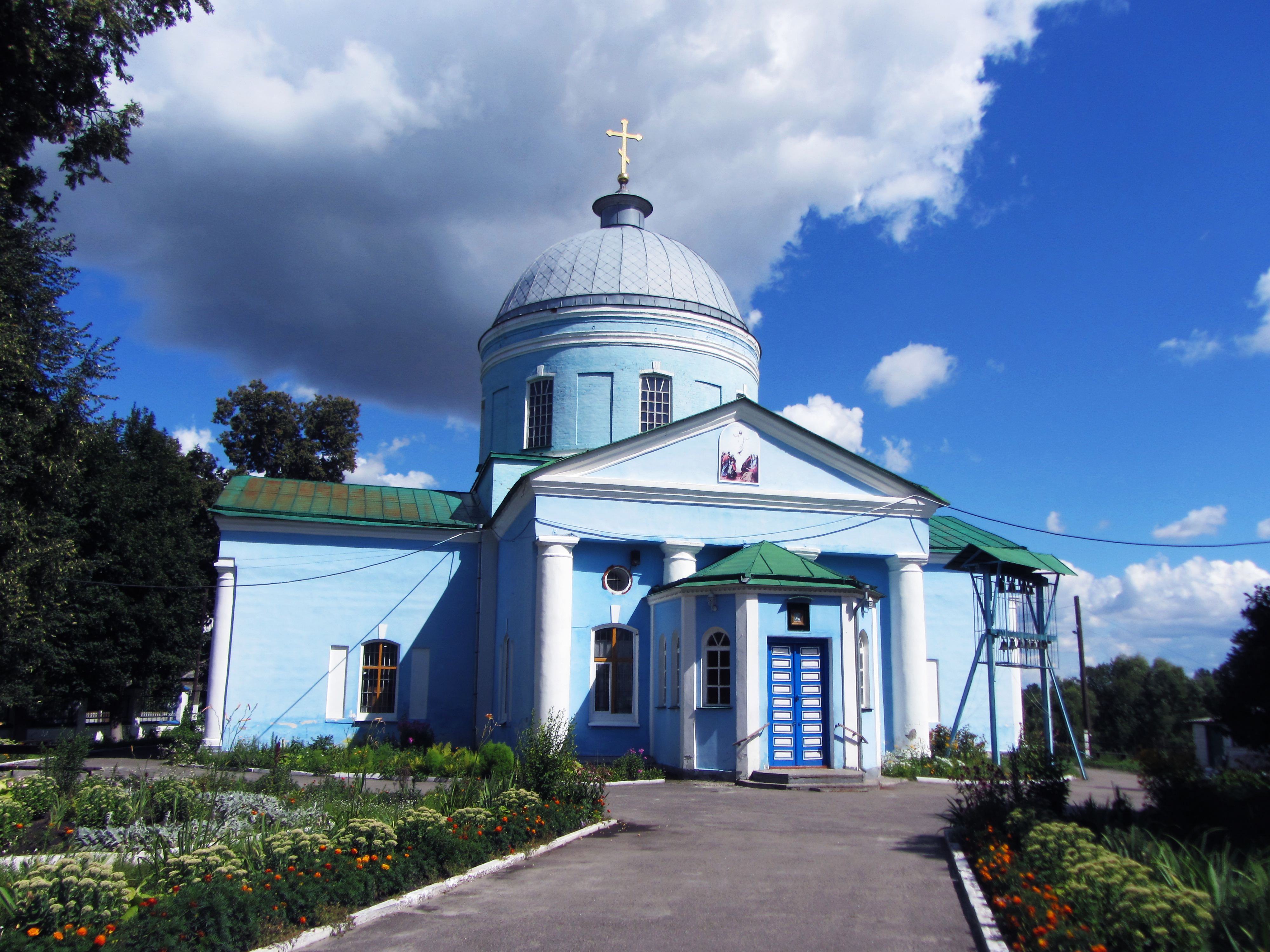
Iglesia de la Ascensión de Konotop
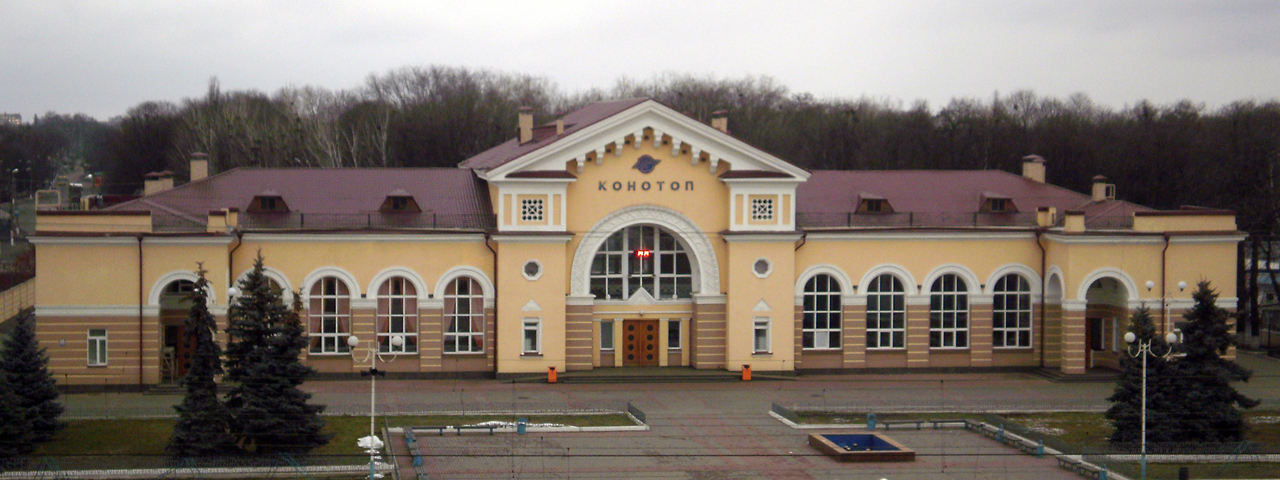
Estación de trenes

## Ciudades hermanadas
- Mezdra, Bulgaria.
- Rzeszów, Polonia.
- Krasnojórivka, Stryi y Truskavets, Ucrania.